# Climat de la Nièvre

Carte de la Nièvre

Le climat de la Nièvre est au carrefour des influences océanique, continentale et méridionale. Sur la façade ouest, le climat est de type océanique atténué. L’axe central est plus complexe. Le Morvan connaît un climat de moyenne montagne avec une forte pluviométrie, des hivers froids et des étés frais. Sur les régions de plateaux et monts (500-600m) le climat est plus froid et moins humide qu’en Morvan. Aux altitudes plus basses, les influences se mêlent selon la situation. Plus au nord, le climat semi-continental l’emporte.

## Climat à Nevers
Le climat de Nevers est de type océanique dégradé avec une notable influence continentale issue des plaines de Loire et d'Allier. Cela se traduit par de froides nuits d'hiver et de chaudes journées estivales.
| Mois                              | jan. | fév. | mars | avril | mai  | juin | jui. | août | sep. | oct. | nov. | déc. | année |
| --------------------------------- | ---- | ---- | ---- | ----- | ---- | ---- | ---- | ---- | ---- | ---- | ---- | ---- | ----- |
| Température minimale moyenne (°C) | −0,2 | 0    | 1,7  | 3,7   | 7,4  | 10,5 | 12,3 | 12   | 9,3  | 6,2  | 2,6  | 0,5  | 5,5   |
| Température moyenne (°C)          | 3    | 4,1  | 6,8  | 9,3   | 13,2 | 16,4 | 18,7 | 18,3 | 15,4 | 11,3 | 6,4  | 3,8  | 10,5  |
| Température maximale moyenne (°C) | 6,2  | 8,2  | 11,8 | 14,9  | 18,9 | 22,2 | 25   | 24,5 | 21,4 | 16,3 | 10,1 | 7    | 15,5  |
| Précipitations (mm)               | 66,6 | 60,7 | 59,6 | 55,4  | 89,8 | 66,1 | 53,5 | 70,8 | 71   | 68,3 | 69,2 | 73,2 | 804,2 |

| Mois                              | jan. | fév. | mars | avril | mai  | juin | jui. | août | sep. | oct. | nov. | déc. | année |
| --------------------------------- | ---- | ---- | ---- | ----- | ---- | ---- | ---- | ---- | ---- | ---- | ---- | ---- | ----- |
| Température minimale moyenne (°C) | 0,2  | −0,1 | 1,8  | 3,9   | 7,9  | 10,9 | 12,8 | 12,3 | 9,1  | 7    | 2,8  | 0,8  |       |
| Température maximale moyenne (°C) | 6,7  | 8,3  | 12,4 | 15,4  | 19,4 | 22,8 | 25,5 | 25,2 | 21,4 | 16,7 | 10,5 | 7,1  |       |
| Ensoleillement (h)                | 63   | 87   | 150  | 164   | 208  | 209  | 238  | 248  | 172  | 110  | 65   | 51   | 1 764 |
| Précipitations (mm)               | 64   | 63   | 56   | 64    | 83   | 66   | 56   | 59   | 68   | 77   | 71   | 73   | 800,6 |

Ces données sont à considérer avec précaution car la station météorologique de Nevers est située au niveau d'un microclimat froid remarquable. En effet, elle se trouve au fond d'une petite cuvette qui bénéficie d'un apport d'air froid issu des collines environnantes et conduit par des petites vallées, notamment celle du Riau. De ce fait, par nuit claire, la température peut y chuter de manière vertigineuse par rapport à d'autres lieux proches mais mieux exposés.

## Climat à Château-Chinon
| Mois                                | jan. | fév. | mars | avril | mai  | juin | jui. | août | sep. | oct. | nov. | déc. | année |
| ----------------------------------- | ---- | ---- | ---- | ----- | ---- | ---- | ---- | ---- | ---- | ---- | ---- | ---- | ----- |
| Température minimale moyenne (°C)   | −0,9 | −0,3 | 1,9  | 4,1   | 7,8  | 10,9 | 13,2 | 13,1 | 10,8 | 7,3  | 2,6  | 0,2  | 5,9   |
| Température maximale moyenne (°C)   | 4,1  | 5,5  | 8,8  | 12    | 16,1 | 19,3 | 21,9 | 21,4 | 18,3 | 13,6 | 7,8  | 5,1  | 12,8  |
| Précipitations (mm)                 | 124  | 108  | 104  | 88    | 125  | 97   | 73   | 98   | 100  | 110  | 122  | 134  | 1 283 |
| Nombre de jours avec précipitations | 18,7 | 16,2 | 16,6 | 15,5  | 16,9 | 15   | 12,3 | 13,5 | 13,6 | 15,1 | 17   | 18,2 | 191   |

| Diagramme climatique                                  |            |           |         |            |            |            |            |             |            |           |           |
| J                                                     | F          | M         | A       | M          | J          | J          | A          | S           | O          | N         | D         |
| 4,1−0,9124                                            | 5,5−0,3108 | 8,81,9104 | 124,188 | 16,17,8125 | 19,310,997 | 21,913,273 | 21,413,198 | 18,310,8100 | 13,67,3110 | 7,82,6122 | 5,10,2134 |
| Moyennes : • Temp. maxi et mini °C • Précipitation mm |            |           |         |            |            |            |            |             |            |           |           |

| Mois                               | jan.  | fév.  | mars  | avril | mai   | juin  | jui.  | août  | sep.  | oct.  | nov.  | déc.  | année   |
| ---------------------------------- | ----- | ----- | ----- | ----- | ----- | ----- | ----- | ----- | ----- | ----- | ----- | ----- | ------- |
| Relevé pluviométrique en 2006 (mm) | 64,4  | 102,4 | 184,1 | 62,2  | 130,5 | 71,4  | 51,7  | 210,2 | 107,8 | 146,1 | 169,1 | 62,4  | 1 362,3 |
| Relevé pluviométrique en 2007 (mm) | 144,2 | 145,1 | 146,4 | 40,9  | 166,1 | 150,2 | 186,5 | 167,9 | 105,3 | 35    | 73,6  | 110,8 | 1 472   |
| Relevé pluviométrique en 2008 (mm) | 113,8 | 50,6  | 190,2 | 120,6 | 99    | 56,4  | 100,7 | 131,6 | 97,3  | 120,4 | 83,2  | 80,4  | 1 244,2 |

## Climat à Clamecy
| Mois                                | jan. | fév. | mars | avril | mai  | juin | jui. | août | sep. | oct. | nov. | déc. | année |
| ----------------------------------- | ---- | ---- | ---- | ----- | ---- | ---- | ---- | ---- | ---- | ---- | ---- | ---- | ----- |
| Température minimale moyenne (°C)   | −0,4 | −0,2 | 1,5  | 3,6   | 7,1  | 10,3 | 12,1 | 11,7 | 9,2  | 6,1  | 2,4  | 0,5  | 5,3   |
| Température maximale moyenne (°C)   | 6,2  | 8,3  | 12,4 | 16    | 20,2 | 23,6 | 26,5 | 25,8 | 22,1 | 16,7 | 10,2 | 7    | 16,3  |
| Précipitations (mm)                 | 61,8 | 56,4 | 48,4 | 50,4  | 73,4 | 68,3 | 50,6 | 59,4 | 64,2 | 64,1 | 63,2 | 65,7 | 725,9 |
| Nombre de jours avec précipitations | 15,3 | 13,4 | 13,3 | 12,5  | 14,4 | 12,1 | 9,8  | 11,2 | 12,1 | 12,7 | 14,9 | 15,5 | 157,2 |

| Diagramme climatique                                  |             |             |           |             |              |              |              |             |             |             |          |
| J                                                     | F           | M           | A         | M           | J            | J            | A            | S           | O           | N           | D        |
| 6,2−0,461,8                                           | 8,3−0,256,4 | 12,41,548,4 | 163,650,4 | 20,27,173,4 | 23,610,368,3 | 26,512,150,6 | 25,811,759,4 | 22,19,264,2 | 16,76,164,1 | 10,22,463,2 | 70,565,7 |
| Moyennes : • Temp. maxi et mini °C • Précipitation mm |             |             |           |             |              |              |              |             |             |             |          |